# モンカルム (装甲巡洋艦)

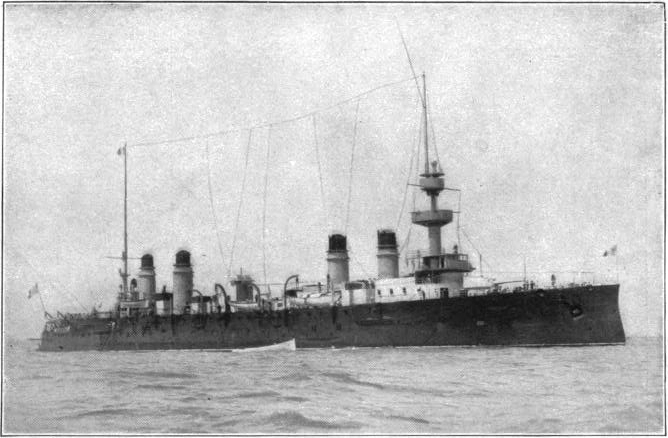

モンカルム (Montcalm) はフランス海軍の装甲巡洋艦。ゲイドン級。艦名となっているモンカルムは七年戦争時に北アメリカのフランス軍を指揮した人物である。

## 艦歴
Forges et Chantiers de la Méditerranéeで建造。1898年9月27日起工。1900年3月27日進水。1902年3月20日就役。または3月24日竣工。1902年5月14日、「モンカルム」はロシアを訪問するは大統領エミール・ルーベを乗せた。5月27日にダンケルクに戻ると、次はエドワード7世戴冠記念観艦式参加のためスピットヘッドへ派遣された。
一時地中海に配備された後、「モンカルム」は1903年に極東配備となった。1906年11月にフランス本国へ帰還となったが、途中地中海で左舷側の推進器が失われ、ビゼルトで修理を行った。
およそ3年にわたる改修の後、「モンカルム」は再び極東配備となった。1910年1月31日に極東へ向け出発。翌年本国に戻るが、1912年11月に再び極東へ向かった。

### 第一次世界大戦
第一次世界大戦勃発時、Huguet少将の旗艦である「モンカルム」は南太平洋を航行中であった。Huguetがイギリスとドイツの開戦について知ったのは8月6日、フランスが参戦していることを知ったのは8月8日のことであった。8月12日にスバに着くとイギリスの中国戦隊に加わるよう命じられるが、次いでサモア遠征のためスバでの待機を指示された。しかし、ニューギニア沖にドイツ艦隊が存在するとのことから、Huguetはヌメアへ向かった。遠征部隊は「モンカルム」と「オーストラリア」、「メルボルン」、イギリスの小型巡洋艦3隻および輸送船2隻からなり、8月23日にヌメアを出撃し、8月30日にアピア沖に到着。同地は占領された。その後、「モンカルム」は当初の命令通り、中国戦隊との合流に向かった。
9月15日、ラバウルで再びオーストラリア艦艇と合流。9月22日に「モンカルム」と「オーストラリア」、「エンカウンター」は仮装巡洋艦「Berrima]を護衛してラバウルより出撃し、ニューギニア島のFriedrich Wilhelm Harbourを占領した。
1915年3月に「モンカルム」は地中海東部に移った。1916年には西インド諸島配備となり、翌年ブレストに戻った。
1919年5月、「モンカルム」は反乱兵176名をムルマンスクからブレストへ運んだ。
1921年から1922年にかけて「モンカルム」はインドシナへ派遣される。1921年3月22日にサイゴンに着き、同年12月にはシンガポールで日本を訪問するジョゼフ・ジョフル元帥を乗せた。「モンカルム」は1922年8月16日に本国に戻った。
1926年10月28日除籍。ブレストでハルクとなる。1934年9月26日、または10月1日、新造巡洋艦に名前を譲って「トレミンタン（Trémintin）」と改名。
1943年に破壊され、戦後解体。または1944年8月16日にブレストで爆撃により沈没。

## 要目
- 排水量：9500トン[21]、または常備排水量9177トン[22]
- 長さ：全長139.68m、垂線間長138.00m[21]、または全長137.97m[22]
- 幅：水線幅19.4m[21]、または幅19.38m[22]
- 主缶：Sigaudy–Normand水管缶20基[23]、またはノルマン・シガーディ缶29基[22]
- 主機：直立型4気筒3段膨張式レシプロ蒸気機関3基、3軸[24]
- 速力：21ノット（設計）[21]、または21.8ノット[22]
- 装甲：装甲帯150mm（最大）、甲板33/55mm、19cm砲塔161mm、ケースメイト102mm、司令塔174mm[25]、または装甲帯40-150mm、甲板40-56mm、砲塔200mm、ケースメイト160mm、司令塔160mm[22]
- 兵装：M1893-96 40口径19cm砲2門（単装）[27]、M1893-96 45口径16cm速射砲8門[29]、M1893 45口径10cm速射4門（単装）、M1885 40口径47mm速射砲18門または16門（単装）、37mm速射砲4門または6門（単装）、45cm水中魚雷発射管2門、魚雷6本[30]